# فيصل بن حمد آل خليفة
فيصل بن حمد آل خليفة (12 فبراير 1991 - 12 يناير 2006) الابن الذكر السادس لملك البحرين حمد بن عيسى بن سلمان آل خليفة من زوجته حصة بنت فيصل بن محمد بن شريم المري.

## النشأة والأنشطة
ولد فيصل بن حمد آل خليفة في قصر الصخير بالرفاع الشرقي في يوم الثلاثاء 28 رجب 1411 هـ الموافق 12 فبراير 1991. كان الابن السادس للملك حمد بن عيسى بن سلمان آل خليفة الذي أنجب سبعة أبناء. من بين ألقابه كان الرئيس الفخري للاتحاد البحريني لرياضة المعاقين وعضو اللجنة المنظمة لبطولة العالم للناشئين للقدرة في البحرين في ديسمبر 2005.

## الوفاة
توفي فيصل بن حمد بن عيسى آل خليفة في حادث سيارة في يوم الخميس 12 ذو الحجة 1426 هـ الموافق 12 يناير 2006 وكان يبلغ من العمر 14 سنة. وقع الحادث في قرية الزلاق على بعد 20 كم جنوب العاصمة المنامة عندما اصطدمت سيارته بحافلة بسرعة عالية لتغادر الطريق وتتوقف عند صورة مكبرة لوالده على جانب الطريق. تبين بعد ذلك أن فيصل هو من كان يقود السيارة في ذلك الوقت. دُفن فيصل مبكرا في اليوم التالي في مقبرة الحنينية بالرفاع الغربي.